# 1486
| 1486               |
| ------------------ |
| Dødsfald - Fødsler |
|                    |

| Gregoriansk kalender | 1486 MCDLXXXVI          |
| Ab urbe condita      | 2239                    |
| Armensk kalender     | 935 ԹՎ ՋԼԵ              |
| Kinesiske kalender   | 4182 – 4183 乙巳 – 丙午 |
| Etiopisk kalender    | 1478 – 1479             |
| Jødisk kalender      | 5246 – 5247             |
| Hindukalendere       |                         |
| - Vikram Samvat      | 1541 – 1542             |
| - Shaka Samvat       | 1408 – 1409             |
| - Kali Yuga          | 4587 – 4588             |
| Iransk kalender      | 864 – 865               |
| Islamisk kalender    | 891 – 892               |

Konge i Danmark: Hans 1481-1513
Se også 1486 (tal)

## Født
- 20. september – Arthur Tudor, søn af Henrik 7. af England og Elizabeth af York.

## Dødsfald
- 14. juli – Margrete af Danmark, datter af kong Christian 1. og Dorothea af Brandenburg. Gift med Jakob 3. af Skotland og dronning af Skotland fra 1469 til sin død (født 1456).